# Karl Koch (heker)
Karl Koch (polno ime Karl Werner Lothar Koch, poznan tudi pod psevdonimom Hagbard Celine), nemški heker, * 22. julij 1965, Hannover, Zvezna republika Nemčija, † maj 1989, Ohof.
V času svoje hekerske kariere je bil vpleten v hladno vojno z incidentom o računalniškem vohunstvu.

## Družina in otroštvo
Koch je odraščal v težkih pogojih, oba njegova starša sta umrla za posledicami raka, mati leta 1976, oče, ki je imel težave z alkoholom, pa osem let zatem. Kot otrok se je navduševal za astronomijo. Z zaslužkom, ki ga je dobil kot član šolskega sveta, si je leta 1982 kupil svoj prvi računalnik. Koch je bil v otroštvu zelo tih in umirjen otrok, že v mladih letih in v času šolanja pa se je izkazal kot zelo inteligenten fant.

## Hekerska kariera
Po očetovi smrti je podedoval polovico njegovega premoženja, s katerim je najel stanovanje v Hannovru in si med drugim tudi kupil Atari ST. V Hannovru je ustanovil podružnico računalniškega kluba Chaos pod imenom Leitstelle511, ki obstaja še danes.
Koch je na spletu, ko je izvajal hekerske napade, uporabljal  psevdonim Hagbard Celine. Hagbard Celine je ime protagonista v trilogiji Illuminatus!, avtorjev Roberta Shea in Roberta Antona Wilsona, ki jo je Koch prebral pri 14 letih. Tudi svoj prvi osebni računalnik je poimenoval po trilogiji Illuminatus! Računalnik je nosil ime FUCKUP (»First Universal Cybernetic-Kinetic Ultra-Micro Programmer«). Koch je bil pod vtisom zgodbe v Illuminatus! prepričan, da Iluminati obstajajo, zato se je, kot Hagbard Celine v romanu, poskušal boriti proti tej združbi na svoj način - s hekanjem. Karl Koch je bil po prepričanju anarhist, ki je svoje hekerske napade izvajal pod vodilom: »Znanje mora biti dostopno vsem!«
Od leta 1985 je bil tudi član Socialdemokratske stranke Nemčije (Sozialdemokratische Partei Deutschlands, SPD).

## Sodelovanje s KGB
Koch je postal znan predvsem s tako imenovanim KGB-hekom, ko je prodajal zaupne podatke KGB-ju. Delal je skupaj z drugimi nemškimi hekerji, kot so na primer »DOB« (Dirk-Otto Brezinski), »Pengo« (Hans Heinrich Hübner) in »Urmel« (Markus Hess). Delavec v kazinoju »Pedro« (Peter Carl), ki je bil v velikih  finančnih težavah in je sodeloval v tej skupini, je v spretnostih hekerjev videl možnost zaslužka. Zamisel o prodaji informacij KGB-ju je bila njegova. Podatki, ki so jih hekerji odkrili z vdori v računalniške sisteme v zahodnih državah, na primer v sistem jedrske elektrarne, so Sovjetski zvezi omogočali dostop do računalniških sistemov predvsem v Franciji, Zahodni Nemčiji in ZDA.
Po enem od tedenskih srečanj v eni od gostiln v Hannovru so se Koch, Brezinski in Carl odločili, da s svojimi sposobnostmi zaslužijo. Odločili so se da bodo svoje sposobnosti ponudili KGB-ju. Skupaj so se odpravili na ambasado Sovjetske zveze, ki je bila v Vzhodnem Berlinu, kjer pa so zavrnili njihovo ponudbo. Nato jim je prisluhnil Sergej, uslužbenec KGB-jeve pisarne v Vzhodnem Berlinu, prišli so do tega, da jim je Sergej ponudil možnost dokazati, česa so sposobni, potem pa bi prišli do sklenitve posla. Testno obdobje je trajalo eno leto, tekom tega leta so hekerji vdirali v računalnike in sisteme različnih organizacij in podjetji v Nemčiji in po svetu. Pedro je deloval kot posrednik, ki je KGB-ju posredoval material in rezultate ter prinašal zasluženi denar in nova naročila.
Aprila 1986 se je zgodila jedrska nesreča v Černobilu. V tem času je bil Koch že močno odvisen od drog in njegovo psihično stanje je bilo kritično. Jedrsko nesrečo je povezal s svojim hekanjem, saj je pred kratkim vdrl v sistem jedrske elektrarne. Njegovo stanje se je poslabšalo, ko so ga izločili iz KGB skupine, zato ga je prijatelj odpeljal na psihiatrijo. Ostalih članov skupine to ni odvrnilo od nadaljnjega hekanja.
Leta 1986 je Clifford Stoll, sistemski administrator na Univerzi Kalifornije v Berkeleyju, opazil, da so na glavnem računalniku, za katerega je bil odgovoren, nastali stroški v višini 75 ameriških centov za delovno obremenitev računalnika, ki niso bili dodeljeni nobenemu računu za obračun. Ker je bil to znak nepooblaščenega vsiljivca, je šel Stoll stvari kljub zanemarljivemu znesku do dna in na koncu prišel do Kocha in ostalih hekerjev. Čez nekaj mesecev detektivskega dela in nastavljanja pasti je Stollu uspelo locirati hekerje v Nemčiji. Stoll je kasneje napisal knjigo Kuckucksei (dobesedno »kukavičje jajce«) o teh incidentih. 
Ker je bil sredi leta 1988 Koch v finančnih težavah, je novinarju NDR-ja (Norddeutscher Rundfunk) ponudil, da bi v zameno za 10.000 DEM pred kamero vdrl v računalnik Inštituta za jedrske raziskave Jülich. Prav tako je reporterju predstavil zaupne dokumente o preiskavi terorizma s policijskega računalnika. Koch je 5. julija 1988, pod varstvom ustavne ureditve, v mesecih zasliševanja podrobno povedal o svojih hekerskih dejavnostih, ne le v smislu KGB heka.
2. marca 1989 sta nemška policija in BND (nemška obveščevalna služba), po mesecih opazovanja, razbili in razkrinkali skupino KGB-jevih hekerjev.

## Smrt
V mesecih pred smrtjo je Koch delal kot voznik osebnih vozil za državni urad CDU Spodnje Saške. 1. junija 1989 so ga našli v gozdu blizu Ohofa v okrožju Gifhorn, potem ko je bil že teden dni pogrešan, ko se ni vrnil iz službene vožnje. Uradni vzrok smrti je bil samozažig. Med drugimi možnimi razlogi za njegovo smrt se omenja, da je Koch dolgo čustveno trpel v »lovu za Iluminati«. Poleg tega pa je njegovo psihično stanje najedala dnevna uporaba drog, zaradi katere je moral večkrat v bolnišnico. V hekerskih krogih so krožile govorice, da je bil Karl Koch mogoče umorjen iz političnih razlogov ali pa zaradi vpletenosti v kriminalno hekersko sceno. Okoliščine njegove smrti do danes niso bile nikoli popolnoma pojasnjene.